# Nina Dmitrieva
Pour les articles homonymes, voir Dmitriev.
Nina Alexandrovna Dmitrieva (en russe : Нина Александровна Дмитриева), née le 24 avril 1917, dans le village de Bogoiavlenskoe, Gouvernement de Tambov, morte le 21 février 2003 à Moscou en Russie est une historienne d'art soviétique puis russe, critique littéraire, historienne et théoricienne de l'art. Elle devient licenciée en histoire de l'art en 1952. En 2003 elle obtient le prix d'État de la fédération de Russie (2003).

## Biographie
Nina Dmitrieva est née dans le village de Bogoiavlenia, dans le Gouvernement de Tambov (aujourd'hui raïon de Pervomaïski en URSS.
Elle termine ses études en 1940, à l'Institut de philosophie, littérature et histoire à Moscou, où elle  suit les cours de Mikhaïl Antonovitch Alpatov, de Victor Lazarev et de Mikhaïl Lifchits,.
Après la fin de la Seconde Guerre mondiale, Dmitrieva termine sa licence en histoire et histoire de l'art à la faculté de philologie de l'Université d'État de Moscou. Dans les années 1950 elle collabore à la revue Isskoustvo et à l'Institut de recherche de l'histoire de l'art de l'URSS. Elle collabore également aux recherches de l'Institut d' État d'histoire de l'art.
Elle est inhumée au Cimetière Piatnitskoïe à Moscou.
En 2003 elle reçoit, à titre posthume, le prix d'État de la fédération de Russie pour son ouvrage  Petite histoire de l'art.

## Liens familiaux
Son fils, Mikhaïl Tchlenov, est ethnographe et membre actif de la communauté juive.

## Ouvrages
- L'images et le mot (Изображение и слово). — Moscou., 1962.
- Petite histoire de l'art. Essais. — Т. 1. — Moscou., 1968.
- Picasso. — Moscou., 1971.
- Petite histoire de l'art. Essais. — Т. 2. — Moscou., 1975.
- Van Gogh. L'homme et l'œuvre. — Moscou., 1980.
- Mikhaïl Vroubel. — Moscou., 1984.
- À la recherche de l'harmonie: travaux de recherches de plusieurs années. — Moscou., 2009.